# Шабанов Сергій Рудольфович
Сергій Рудольфович Шабанов (нар. 24 лютого 1974 у м. Мінську, СРСР) — білоруський хокеїст, воротар. Заслужений майстер спорту Республіки Білорусь (2002).
Вихованець хокейної школи «Юність» (Мінськ) (тренери — Е. Милушев, В. Астапенко). Виступав за: «Тівалі» (Мінськ), «Бєлсталь» (Жлобин), «Унія» (Освенцім), «Динамо-Енергія» (Єкатеринбург), «Металург» (Новокузнецьк), СКА (Санкт-Петербург), «Динамо» (Мінськ), «Крила Рад» (Москва), «Юність» (Мінськ), «Німан» (Гродно), «Динамо» (Молодечно).
У складі національної збірної Білорусі провів 50 матчів (101 пропущена шайба), учасник зимових Олімпійських ігор 2002; чемпіонатів світу 1999, 2001, 2002 (дивізіон I), 2003, 2004 (дивізіон I), 2005, 2006, 2007, 2010 і 2011.
Чемпіон Білорусі (1993, 1994, 2010), срібний призер (2006, 2011). Володар Кубка Білорусі (2009).